# Blumenbachia
Blumenbachia es un género  de plantas fanerógamas perteneciente a la familia Loasaceae.Comprende 38 especies descritas y de estas, solo 7 aceptadas.

## Taxonomía
El género fue descrito por Heinrich Adolph Schrader y publicado en Göttingische gelehrte Anzeigen unter der Augsicht der Königl.... 1825: 1705. 1825.

## Especies aceptadas
A continuación se brinda un listado de las especies del género Blumenbachia aceptadas hasta septiembre de 2014, ordenadas alfabéticamente. Para cada una se indica el nombre binomial seguido del autor, abreviado según las convenciones y usos.	
- Blumenbachia catharinensis Urb. & Gilg
- Blumenbachia dissecta (Hook. & Arn.) Weigend & Grau
- Blumenbachia exalata Weigend
- Blumenbachia hieronymi Urb.)
- Blumenbachia insignis Schrad.)
- Blumenbachia latifolia Cambess.